# British Independent Film Awards 2018
Die 21. Verleihung der British Independent Film Awards (BIFA) fand am 2. Dezember 2018 statt. Die Nominierungen wurden am 31. Oktober 2018 bekanntgegeben.
Die meisten Nominierungen erhielt The Favourite (13), gefolgt von American Animals mit elf und Beast mit zehn. Am häufigsten – zehnmal – ausgezeichnet wurde The Favourite.

## Nominierungen und Preise
Die Nominierungen wurden am 31. Oktober 2018 bekanntgegeben, die Gewinner am 2. Dezember 2018.

### Bester britischer Independent-Film (Best British Independent Film)
The Favourite – Intrigen und Irrsinn (The Favourite) – Giorgos Lanthimos, Deborah Davis, Tony McNamara, Ceci Dempsey, Ed Guiney, Lee Magiday
American Animals – Bart Layton, Katherine Butler, Dimitri Doganis, Derrin Schlesinger, Mary Jane Skalski
Beast – Michael Pearce, Kristian Brodie, Lauren Dark, Ivana Mackinnon
Ungehorsam (Disobedience) – Sebastián Lelio, Rebecca Lenkiewicz, Ed Guiney, Frida Torresblanco, Rachel Weisz
A Beautiful Day – Lynne Ramsay, Pascal Caucheteux, Rosa Attab, James Wilson und Rebecca O’Brien

### Bester internationaler Independent-Film (Best International Independent Film)
Roma – Alfonso Cuarón, Gabriela Rodríguez, Nicolás Celis
Capernaum – Nadine Labaki, Jihad Hojeily, Michelle Keserwani, Khaled Mouzanar, Michel Merkt
Cold War – Der Breitengrad der Liebe (Zimna wojna) – Paweł Pawlikowski, Janusz Głowacki, Ewa Puszczyńska, Tanya Seghatchian
The Rider – Chloé Zhao, Mollye Asher, Sacha Ben Harroche, Bert Hamelinck
Shoplifters – Hirokazu Kore-eda

### Bester Dokumentarfilm (Best Documentary)
Evelyn – Orlando von Einsiedel, Joanna Natasegara
Being Frank: The Chris Sievey Story – Steve Sullivan
Island – Steven Eastwood, Elham Shakerifar
Nae Pasaran – Felipe Bustos Sierra
Under The Wire – Christopher Martin, Tom Brisley

### Bester britischer Kurzfilm (Best British Short)
The Big Day – Dawn Shadforth, Kellie Smith, Michelle Stein
Bitter Sea – Fateme Ahmadi, Emma Parsons
The Field – Sandhya Suri, Balthazar De Ganay, Thomas Bidegain
Pommel – Paris Zarcilla, Sebastian Brown, Ivan Kelava
To Know Him – Ted Evans, Kellie Smith, Jennifer Monks, Michelle Stein

### Bester Hauptdarsteller (Best Actor)
Joe Cole – A Prayer Before Dawn – Das letzte Gebet
Steve Coogan – Stan & Ollie
Rupert Everett – The Happy Prince
Joaquin Phoenix – A Beautiful Day
Charlie Plummer – Lean on Pete

### Beste Hauptdarstellerin (Best Actress)
Olivia Colman – The Favourite – Intrigen und Irrsinn
Gemma Arterton – The Escape
Jessie Buckley – Beast
Maxine Peake – Funny Cow
Rachel Weisz – Ungehorsam (Disobedience)

### Bester Nebendarsteller (Best Supporting Actor)
Alessandro Nivola – Ungehorsam (Disobedience)
Steve Buscemi – Lean on Pete
Barry Keoghan – American Animals
Evan Peters – American Animals
Dominic West – Colette

### Beste Nebendarstellerin (Best Supporting Actress)
Rachel Weisz – The Favourite – Intrigen und Irrsinn
Nina Arianda – Stan & Ollie
Rachel McAdams – Ungehorsam (Disobedience)
Emma Stone – The Favourite – Intrigen und Irrsinn
Molly Wright – Apostasy

### Bester Newcomer (Most Promising Newcomer)
Jessie Buckley – Beast
Michaela Coel – Been So Long
Liv Hill – Jellyfish
Marcus Rutherford – Obey
Molly Wright – Apostasy

### Beste Regie (Best Director)
Giorgos Lanthimos – The Favourite – Intrigen und Irrsinn
Andrew Haigh – Lean on Pete
Bart Layton – American Animals
Michael Pearce – Beast
Lynne Ramsay – A Beautiful Day

### Douglas Hickox Award – Bester Nachwuchsregisseur (Best Debut Director)
Richard Billingham – Ray & Liz
Michael Pearce – Beast
Daniel Kokotajlo – Apostasy
Matt Palmer – Calibre – Weidmannsunheil (Calibre)
Leanne Welham – Pili

### Bestes Drehbuch (Best Screenplay)
Deborah Davis, Tony McNamara – The Favourite – Intrigen und Irrsinn
Michael Pearce – Beast
Bart Layton – American Animals
Sebastián Lelio, Rebecca Lenkiewicz – Ungehorsam (Disobedience)
Lynne Ramsay – A Beautiful Day

### Beste Drehbuchdebüt (Best Debut Screenwriter)
Bart Layton – American Animals
Michael Pearce – Beast
Matt Palmer – Calibre – Weidmannsunheil
Daniel Kokotajlo – Apostasy
Karen Gillan – The Party’s Just Beginning

### Bester Nachwuchsproduzent  (Breakthrough Producer)
Jacqui Davies – Ray & Liz
Kristian Brodie – Beast
Marcie Maclellan – Apostasy
Anna Griffin – Calibre – Weidmannsunheil (Calibre)
Faye Ward – Stan & Ollie

### The Discovery Award (vormalsThe Raindance Award)
Voyageuse – May Miles Thomas
The Dig – Andy Tohill, Ryan Tohill, Stuart Drennan, Brian J. Falconer
Irene’s Ghost – Iain Cunningham, Rebecca Mark-Lawson, David Arthur, Ellie Land
A Moment in the Reeds – Mikko Mäkelä, James Watson
Super November – Douglas King, Josie Long

### Bestes Casting (Best Casting)
Dixie Chassay – The Favourite – Intrigen und Irrsinn
Julie Harkin – Beast
Avy Kaufman – American Animals
Andy Pryor – Stan & Ollie
Michelle Smith – Apostasy

### Beste Kamera (Best Cinematography)
Robbie Ryan – The Favourite – Intrigen und Irrsinn
Ole Bratt Birkeland – American Animals
Magnus Nordenhof Jønk – Lean on Pete
Thomas Townend – A Beautiful Day
David Ungaro – A Prayer Before Dawn – Das letzte Gebet

### Bestes Kostümdesign (Best Costume Design)
Sandy Powell – The Favourite – Intrigen und Irrsinn
Jacqueline Durran – Peterloo
Andrea Flesch – Colette
Guy Speranza – Stan & Ollie
Alyssa Tull – An Evening with Beverly Luff Linn

### Bester Schnitt (Best Editing)
Nick Fenton, Julian Hart, Chris Gill – American Animals
Joe Bini – A Beautiful Day
Marc Boucrot – A Prayer Before Dawn – Das letzte Gebet
Yorgos Mavropsaridis – The Favourite – Intrigen und Irrsinn
Ben Wheatley – Happy New Year, Colin Burstead.

### Beste visuelle Effekte (Best Effects)
Howard Jones – Early Man – Steinzeit bereit
Matthew Strange, Mark Wellband – Dead In A Week (Or Your Money Back)
George Zwier, Paul Driver – Peterloo

### Bestes Make-up und Hair Design (Best Make-Up & Hair Design)
Nadia Stacey – The Favourite – Intrigen und Irrsinn
Christine Blundell – Peterloo
Mark Coulier, Jeremy Woodhead – Stan & Ollie
Stacey Louise Holman – A Prayer Before Dawn – Das letzte Gebet
Ivana Primorac – Colette

### Beste Ausstattung  (Best Production Design)
Fiona Crombie – The Favourite – Intrigen und Irrsinn (The Favourite)
Michael Carlin – Colette
Suzie Davies – Peterloo
John Paul Kelly – Stan & Ollie
Beck Rainford – Ray & Liz

### Beste Filmmusik (Best Music)
Jonny Greenwood – A Beautiful Day
Aaron Cupples – Island of the Hungry Ghosts
Richard Hawley – Funny Cow
Anne Nikitin – American Animals
Jim Williams – Beast

### Bester Sound (Best Sound)
Paul Davies – A Beautiful Day
Johnnie Burn – The Favourite – Intrigen und Irrsinn
Séverin Favriau – A Prayer Before Dawn – Das letzte Gebet
CJ Mirra – Time Trial – David Millars letzte Rennen
Andrew Stirk – American Animals

### Weitere Preise
- Richards Harris Award: Judi Dench
- The Variety Award: Felicity Jones
- Spezialpreis der Jury: Horace Ové